# Vaccino anti-colera
Il vaccino anti-colera è un farmaco impiegato nella prevenzione primaria del colera.

## Formulazioni
I vaccini contro il colera vengono commercializzati sotto forma liofilizzata o in sospensione omogenea sterile di uno o più ceppi di Vibrio cholerae inattivati per somministrazione di calore (56 °C per un'ora) o per trattamento con formaldeide o fenolo. Esso è costituito da una miscela in parti uguali di vaccini preparati da ceppi lisci dei due principali tipi sierologici del biotipo classico, Inaba e Ogawa, con o senza il biotipo El-Tor. Il vaccino può contenere uno o più ceppi di ciascun tipo. 
I vaccini anticolerosi possono essere somministrati per via iniettiva o orale. Attualmente la formulazione orale risulta prevalente, essendo questi vaccini maggiormente efficaci e meglio tollerati.
Un vaccino orale attenuato contenente il sierogruppo virale Inaba O1 è stato approvato dalla FDA nel 2016. In Italia è commercializzato con il nome Vaxchora.
I vaccini devono essere conservati a temperatura compresa tra 2 e 8 °C, al riparo dalla luce, evitandone il congelamento.

## Impiego
Il vaccino anticolera viene impiegato per indurre immunità attiva contro il colera nei viaggiatori che si recano in Paesi dove la malattia è endemica o epidemica, negli individui che vivono o lavorano in aree endemiche con inadeguate condizioni sanitarie e nel personale medico esposto a un eventuale contagio.

## Efficacia
La vaccinazione contro il colera ha dimostrato efficacia variabile. Il vaccino Shanchol, attualmente utilizzato dall'Organizzazione Mondiale della Sanità per i programmi di vaccinazione di massa nei paesi del terzo mondo, durante un'epidemia di colera in Guinea ha garantito protezione immunologica in circa l'86% dei casi, mentre in territori in cui il colera è endemico il vaccino ha garantito protezione dall'infezione nel 69% (India rurale) e 53% (Bangladesh) dei casi.
Il vaccino inattivato orale DuKoral garantisce una protezione fino al 90% dei casi nei primi sei mesi dalla somministrazione, nel 52% dei casi dopo un anno dalla prima somministrazione, e nel 62% dopo due anni nel caso venga effettuato un richiamo. Tuttavia occorre prestare comunque attenzione per quanto riguarda il consumo di cibo e acqua, in quanto un inoculo importante di batteri potrebbe compromettere l'efficacia del vaccino.

## Effetti collaterali
Al sito di iniezione si possono occasionalmente manifestare lieve gonfiore, eritema, dolorabilità. Sono stati riportati sintomi gastrointestinali, febbre, malessere, rare reazioni di ipersensibilità e anafilassi. 
È stato riportato che la somministrazione concomitante del vaccino del colera potrebbe interferire con la risposta immunitaria al vaccino della febbre gialla e viceversa. Infatti, quando i due vaccini vengono somministrati con un intervallo inferiore alle 3 settimane si osserva nel siero una diminuzione iniziale dei livelli anticorpali di ciascun vaccino. Tale interferenza non sembra tuttavia avere rilevanza clinica e porterebbe soltanto a un ritardo nella risposta anticorpale.